# Bacino della Zeja
Il bacino della Zeja (russo Зе́йское водохрани́лище, Zejskoe vodochranilišče) è un lago artificiale russo, situato nell'Estremo Oriente poco a nord del confine cinese. Si trova nel Zejskij rajon dell'oblast' dell'Amur. 

## Descrizione
È stato formato nel bassopiano dell'alta Zeja (Верхнезейская равнина) dal fiume omonimo, e da alcuni suoi tributari, in seguito allo sbarramento costruito poco a monte della cittadina omonima su una sezione lunga 40 chilometri tra i monti Tukuringra. Costruzione iniziata nel 1965 e completata nel 1985. Si tratta della prima centrale idroelettrica in Russia con turbine idrauliche diagonali, situata nella zona del permafrost. È uno stretto bacino idrico con baie formate alla confluenza degli affluenti della Zeja. Il lago ha una superficie di circa 2 420 km2. In inverno, lo spessore del ghiaccio raggiunge dai 120 ai 150 cm e più.
È al terzo posto in Russia in termini di volume d'acqua dopo quelli di Bratsk (169,3 km³) e di Krasnoyarsk (73,3 km³).
La linea della ferrovia Bajkal-Amur corre lungo la costa settentrionale del bacino idrico e attraversa la baia con un ponte ferroviario di 1 100 metri tra i villaggi di Verchnezejsk e Gornyj.

## Ittiofauna
Nel bacino si trovano lucci, omul, persici, storioni, taimen.